# Триполи
Триполи (арап. طرابلس []) је главни и највећи град Либије. Град се налази на северозападу земље, на ивици пустиње и на обали Средоземног мора. Град су основали Феничани у 7. веку п. н. е. Има 1,158 милиона становника према подацима из 2018. и налази се на 32°54'8" северне географске ширине и 13°11'9" источне географске дужине (32.90222, 13.185833).
Триполи је највећи град, главна морска лука и највеће трговачко и производно средиште у Либији. Такође је седиште владе, као и Ал-Фатех универзитета. Захваљујући дугој историји много је значајних археолошких локација у граду. Клима је типична медитеранска, с врућим сувим летима, благо хладним зимама и осредњим падавинама.
Град су бомбардовале америчке снаге 1986. године због оптужби да Либија подржава тероризам (у конкретном случају Либија није хтела да преда двојицу осумњичених за бомбашки напад на авион у Локербију). Санкције Уједињених народа су престале 2003. године и после тога промет луке Триполи значајно је порастао, што је позитивно утицало на привреду града.

## Географија

### Клима
Триполи има врућу полусуву климу (Кепен: BSh) са врелим сувим летима и релативно влажним благим зимама. Лета су врућа са температурама које често прелазе 38 °C (100 °F); просечне јулске температуре су између 22 и 33 °C. У децембру, температуре су достизале и до 0 °C, али просек остаје између 9 и 18 °C. Просечна годишња количина падавина је мања од 400 mm. Задњих година се догађало и да падне снег.
Кишне падавине могу бити врло несталне. Епске поплаве су 1945. оставиле Триполи под водом неколико дана, али је две године касније невиђена суша узроковала помор хиљада грла стоке. Недостатак падавина се без сумње огледа у одсуству трајних река или потока у граду, као што је случај и у целој земљи. Расподела ограничене количине воде од веома великог значаја, што оправдава постојање Секретаријата за бране и водне ресурсе, а изазивање оштећења извора воде је кажњиво великим новчаним казнама или затвором.
Велика вештачка река, мрежа цевовода која преноси воду из пустиње у обалске градове, опскрбљује Триполи водом. Овај велики пројекат покренуо је Гадафи 1982. године и имао је позитиван утицај на становнике града.
| Клима Триполија (1961–1990, екстреми 1944–1993)                                            | Клима Триполија (1961–1990, екстреми 1944–1993) | Клима Триполија (1961–1990, екстреми 1944–1993) | Клима Триполија (1961–1990, екстреми 1944–1993) | Клима Триполија (1961–1990, екстреми 1944–1993) | Клима Триполија (1961–1990, екстреми 1944–1993) | Клима Триполија (1961–1990, екстреми 1944–1993) | Клима Триполија (1961–1990, екстреми 1944–1993) | Клима Триполија (1961–1990, екстреми 1944–1993) | Клима Триполија (1961–1990, екстреми 1944–1993) | Клима Триполија (1961–1990, екстреми 1944–1993) | Клима Триполија (1961–1990, екстреми 1944–1993) | Клима Триполија (1961–1990, екстреми 1944–1993) | Клима Триполија (1961–1990, екстреми 1944–1993) |
| Показатељ \ Месец                                                                          | .Јан.                                           | .Феб.                                           | .Мар.                                           | .Апр.                                           | .Мај.                                           | .Јун.                                           | .Јул.                                           | .Авг.                                           | .Сеп.                                           | .Окт.                                           | .Нов.                                           | .Дец.                                           | .Год.                                           |
| ------------------------------------------------------------------------------------------ | ----------------------------------------------- | ----------------------------------------------- | ----------------------------------------------- | ----------------------------------------------- | ----------------------------------------------- | ----------------------------------------------- | ----------------------------------------------- | ----------------------------------------------- | ----------------------------------------------- | ----------------------------------------------- | ----------------------------------------------- | ----------------------------------------------- | ----------------------------------------------- |
| Апсолутни максимум, °C (°F)                                                                | 32,2 (90)                                       | 35,3 (95,5)                                     | 40,0 (104)                                      | 42,2 (108)                                      | 45,6 (114,1)                                    | 47,8 (118)                                      | 48,3 (118,9)                                    | 48,3 (118,9)                                    | 47,2 (117)                                      | 42,2 (108)                                      | 37,2 (99)                                       | 31,1 (88)                                       | 48,3 (118,9)                                    |
| Максимум, °C (°F)                                                                          | 17,9 (64,2)                                     | 19,1 (66,4)                                     | 20,7 (69,3)                                     | 23,7 (74,7)                                     | 27,1 (80,8)                                     | 30,4 (86,7)                                     | 31,7 (89,1)                                     | 32,6 (90,7)                                     | 31,0 (87,8)                                     | 27,7 (81,9)                                     | 23,3 (73,9)                                     | 19,3 (66,7)                                     | 25,4 (77,7)                                     |
| Просек, °C (°F)                                                                            | 13,4 (56,1)                                     | 14,3 (57,7)                                     | 16,0 (60,8)                                     | 18,7 (65,7)                                     | 21,9 (71,4)                                     | 25,3 (77,5)                                     | 26,7 (80,1)                                     | 27,7 (81,9)                                     | 26,2 (79,2)                                     | 22,9 (73,2)                                     | 18,4 (65,1)                                     | 14,6 (58,3)                                     | 20,5 (68,9)                                     |
| Минимум, °C (°F)                                                                           | 8,9 (48)                                        | 9,5 (49,1)                                      | 11,2 (52,2)                                     | 13,7 (56,7)                                     | 16,7 (62,1)                                     | 20,1 (68,2)                                     | 21,7 (71,1)                                     | 22,7 (72,9)                                     | 21,4 (70,5)                                     | 18,0 (64,4)                                     | 13,4 (56,1)                                     | 9,9 (49,8)                                      | 15,6 (60,1)                                     |
| Апсолутни минимум, °C (°F)                                                                 | −0,6 (30,9)                                     | −0,6 (30,9)                                     | 0,6 (33,1)                                      | 2,8 (37)                                        | 5,0 (41)                                        | 10,0 (50)                                       | 12,2 (54)                                       | 13,9 (57)                                       | 11,8 (53,2)                                     | 6,6 (43,9)                                      | 1,1 (34)                                        | −1,3 (29,7)                                     | −1,3 (29,7)                                     |
| Количина кише, mm (in)                                                                     | 62,1 (2,445)                                    | 32,2 (1,268)                                    | 29,6 (1,165)                                    | 14,3 (0,563)                                    | 4,6 (0,181)                                     | 1,3 (0,051)                                     | 0,7 (0,028)                                     | 0,1 (0,004)                                     | 16,7 (0,657)                                    | 46,6 (1,835)                                    | 58,2 (2,291)                                    | 67,5 (2,657)                                    | 333,9 (13,146)                                  |
| Дани са кишом (≥ 0.1 mm)                                                                   | 9,4                                             | 6,4                                             | 5,8                                             | 3,3                                             | 1,5                                             | 0,6                                             | 0,2                                             | 0,0                                             | 2,3                                             | 6,8                                             | 6,9                                             | 9,1                                             | 57,4                                            |
| Релативна влажност, %                                                                      | 66                                              | 61                                              | 58                                              | 55                                              | 53                                              | 49                                              | 49                                              | 51                                              | 57                                              | 60                                              | 61                                              | 65                                              | 57                                              |
| Сунчани сати — месечни просек                                                              | 170,5                                           | 189,3                                           | 226,3                                           | 255,0                                           | 306,9                                           | 297,0                                           | 356,5                                           | 337,9                                           | 258,0                                           | 226,3                                           | 186,0                                           | 164,3                                           | 2.974                                           |
| Сунчани сати — дневни просек                                                               | 5,5                                             | 6,7                                             | 7,3                                             | 8,5                                             | 9,9                                             | 9,9                                             | 11,5                                            | 10,9                                            | 8,6                                             | 7,3                                             | 6,2                                             | 5,3                                             | 8,1                                             |
| Извор #1: World Meteorological Organization                                                |                                                 |                                                 |                                                 |                                                 |                                                 |                                                 |                                                 |                                                 |                                                 |                                                 |                                                 |                                                 |                                                 |
| Извор #2: Deutscher Wetterdienst (extremes and humidity), Arab Meteorology Book (sun only) |                                                 |                                                 |                                                 |                                                 |                                                 |                                                 |                                                 |                                                 |                                                 |                                                 |                                                 |                                                 |                                                 |

## Историја
Град су основали Феничани у седмом веку пре нове ере. У античко доба је био познат као Оеа, и тада је био један од три града регије Триполитанија. Од првог века пре нове ере налазио се под влашћу Римљана, а касније Византије. Арапи су га заузели 645. године.
Турска колонијална престоница је постао 1551. године када је пао под власт Османлија. Италијани су град држали под својом влашћу од 1911. до 1943. када су га заузели Британци. Град је био под влашћу Британије све до 1953. када је Либија стекла независност.
Америчке војне снаге су бомбардовале Триполи 1986. године као одговор на наводну подршку либијске владе терористима. Санкције Уједињених нација су прекинуте 2003. године након чега је значајно порастао промет луке, што је значајно утуцало на градску економију.

## Партнерски градови
- Алжир, Алжир
- Сарајево, Босна и Херцеговина (од 1976)
- Бело Хоризонте, Бразил (од 2003)
- Бејрут, Либан
- Мадрид, Шпанија
- Измир, Турска

## Галерија
- Ан-Нага џамија је реконструкција из 1610. године џамије из 10. века.[9]
- Стара катедрала у Триполију (сада џамија)
- Коридор старог Триполија
- Пејзаж Триполија
- Стари Црвени замак
- Бивша Краљевска палата
- Плажа у Триполију
- Истиглал улица у центру Триполија